# Ordre de Vasco Núñez de Balboa
L'ordre de Vasco Núñez de Balboa (en espagnol : Orden de Vasco Núñez de Balboa) est la 2e plus haute distinction honorifique du Panama.

## Histoire
Cet ordre a été institué le 1er juillet 1941 (loi n° 94 du 1er juillet 1941). Il est décerné à des citoyens pour des services diplomatiques distingués et des relations internationales entre le Panama et d'autres États.
Le grand maître de l'ordre est le président de la République du Panama, le grand conseiller, le ministre des Affaires étrangères.

## Rubans
| Rubans    | Rubans     | Rubans         | Rubans      | Rubans                     |
| --------- | ---------- | -------------- | ----------- | -------------------------- |
| Chevalier | Commandeur | Grand officier | Grand-croix | Grand-croix extraordinaire |

## Quelques Personnalités honorées
- Grand-croix extraordinaire
  - Juan Carlos Ier, roi d'Espagne

- Grand-croix
  - Albert II, prince de Monaco
  - Henry H. Arnold
  - Charles de Bourbon des Deux-Siciles
  - Jimmy Carter, président des États-Unis
  - Jacques Diouf
  - Dwight D. Eisenhower, président des États-Unis
  - Felipe VI, roi d'Espagne
  - Marc Ouellet
  - Sophie de Grèce (1938), reine d'Espagne

- Grand officier
  - George Joulwan

- Commandeur
  - Ernest King